# Rodrigo Cárdenas
Rodrigo Ignacio Cárdenas Mansilla (* 2. August 1994) ist ein chilenischer Leichtathlet, der sich auf das Kugelstoßen sowie den Diskuswurf spezialisiert hat.

## Sportliche Laufbahn
Erste internationale Erfahrungen sammelte Rodrigo Cárdenas im Jahr 2016, als er bei den U23-Südamerikameisterschaften in Lima mit einer Weite von 48,70 m den fünften Platz im Diskuswurf belegte. Im Jahr darauf erreichte er bei den Südamerikameisterschaften in Luque mit 47,87 min Rang acht und 2019 gelangte er bei den Südamerikameisterschaften in Lima mit 15,68 m auf Rang fünf im Kugelstoßen und wurde mit dem Diskus mit 51,75 m Sechster. Anschließend nahm er an der Sommer-Universiade in Neapel teil, verpasste dort aber mit 52,49 m den Finaleinzug im Diskuswurf. 2024 gelangte er bei den Ibero-Amerikanischen Meisterschaften in Cuiabá mit 52,64 m auf Rang zehn.
In den Jahren 2016 und 2019 wurde Cárdenas chilenischer Meister im Diskuswurf.

## Persönliche Bestleistungen
- Kugelstoßen: 16,69 m, 21. Mai 2023 in Santiago de Chile
- Diskuswurf: 56,45 m, 4. Oktober 2019 in Las Condes